# Operace Flashpoint
Operace Flashpoint (ARMA: Cold War Assault) je počítačová hra od české firmy Bohemia Interactive Studio. Hra si získala hráče širokými možnostmi jak splnit úkol a rozmanitostí použitelné techniky. Hra ovládla na několik týdnů první místa prodejnosti v USA, Velké Británii, v Česku i jiných státech světa. Na hře je založen tréninkový systém VBS1, který využívala i Americká armáda.

## Příběh
Hra simuluje válečné operace ve fiktivním konfliktu studené války. Zápletkou je vzpoura sovětského generála Guby na ostrově Kolgujevu proti sovětskému vedení, které se roku 1985 díky Perestrojce čím dál více sbližuje se Západem. Generál napadne ostrov Everon a další ostrov Malden, na kterém je základna sil NATO. Tím chce prohloubit rozdíl mezi Východem a Západem natrvalo. Hráč bojuje střídavě za 4 postavy sil NATO – pěšáka Davida Armstronga, tankistu Roberta Hammera, pilota Sama Nicholse a příslušníka speciální jednotky Jamese Gastovskiho.

### Postavy
| Postava             | Hodnost    | Předcházející hodnosti                 | Funkce                                                              |
| ------------------- | ---------- | -------------------------------------- | ------------------------------------------------------------------- |
| David Armstrong     | kapitán    | poručík vojín (kadet) desátník seržant | pěšák velitel družstva                                              |
| Robert Hammer       | plukovník  | poručík (kadet) kapitán major          | řidič tanku velitel tanku M60 / M1A1 velitel tankové roty           |
| Sam Nichols         | major      | poručík kapitán                        | pilot helikoptéry UH-60 / AH-1 / AH-64 pilot bitevního letounu A-10 |
| James Gastovski     | plukovník  | major                                  | příslušník speciálních jednotek specialista na sabotáže             |
| Fuller              | seržant    | nejsou známy                           | ženista                                                             |
| Berghoff            | seržant    | nejsou známy                           | výcvikový seržant                                                   |
| Caper Blake         | plukovník  | nejsou známy                           | vrchní velitel sil NATO v oblasti                                   |
| Sláva               | není známá | nejsou známy                           | velitel partyzánské skupiny Everonská osvobozenecká aliance         |
| Radim               | není známá | nejsou známy                           | partyzán Everonské osvobozenecké aliance                            |
| Tomáš               | není známá | nejsou známy                           | partyzán Everonské osvobozenecké aliance                            |
| Alexej Vasilij Guba | generál    | plukovník                              | vrchní velitel sil Sovětského svazu v oblasti                       |
| Angelina            | není známá | nejsou známy                           | sekretářka generála Alexeje V. Guby                                 |
| Viktor Troska       | kapitán    | nejsou známy                           | Vůdce nogovských partyzánů a hlavní hrdina kampaně Resistance       |
| Geronimo            | není známá | nejsou známy                           | Jeden z partyzánských velitelů na Nogovu                            |
| Gabriel             | není známá | nejsou známy                           | První vůdce nogovských partyzánů                                    |

Součástí hry je editor misí, který dovoluje téměř cokoliv – od vytvoření vlastního vojáka nebo tábora až po kompletní propracované mise. Na výběr jsou 4 ostrovy (Malden, Everon, Kolgujev a Desert Island). Hra i s datadisky obsahuje desítky zbraní, vozidel a typů vojáků. Hra si získala hráčskou obec neomezeným množstvím cest, kudy se může hráč vydat pro splnění úkolů. Není výjimkou, že některé mapy se dají projít bez jediného výstřelu, či skrz vojenskou vřavu. Hra umožňuje použít téměř veškeré nalezené nepřátelské vybavení, techniku a zbraně.

### Výzbroj a výstroj
Armáda USA
- útočná puška M16A2
- útočná puška M16A2 s  podvěšeným granátometem M203
- útočná puška M4 – XM 177
- samopal HK MP5 (s tlumičem)
- odstřelovací puška M21
- kulomet M60
- lehký raketomet LAW
- těžký raketomet Carl Gustav
- protiletadlový raketomet FIM-92 Stinger
- pistole Beretta 92F
- pistole Glock 17 (bez nebo s tlumičem)
- revolver S&W

Armáda Sovětského svazu
- útočná puška AK74
- útočná puška AK74 s podvěšeným granátometem
- útočná puška AK74 SU (zkrácená verze)
- odstřelovací puška SVD Dragunov
- kulomet PK
- lehký raketomet RPG
- těžký raketomet AT-4
- protiletadlový raketomet Strela
- pistole Tokarev T-33
- samopal Scorpion Sa-61

Výzbroj Everonské osvobozenecké aliance (partyzánů)
- útočná puška AK47 CZ (Sa vz. 58)
- útočná puška M4 – XM 177 (od Američanů)
- kulomet PK
- lehký raketomet LAW (od Američanů)
- lehký raketomet RPG
- pistole CZ 75
- samopal Scorpion Sa-61

Univerzální výzbroj a výstroj
- ruční granát
- granát (do podvěsného granátometu)
- mina
- nálož
- dalekohled
- kompas
- mapa
- zápisník
- noční vidění

## Vývoj a datadisky
Původní Operace Flashpoint byla vydávána ve verzi 1.00, poté přišel patch 1.06, 1.10, 1.20. (V této verzi byla hra vydána v USA.) Poté následovaly patche 1.30 a 1.46. Pro verzi 1.30 byla vydána re-edice v České republice s podtitulem Zlatá edice. Celosvětově se pak pod pojmem Gold Edition rozumí datadisk Red Hammer, který vyrobil rovnou vydavatel Codemasters bez účasti Bohemia Interactive Studio (BIS). Tato hra vládla několik týdnu na prvních místech v žebříčcích prodejnosti v USA, Velké Británii, v Česku i na mnohých jiných místech světa. Jazykových mutací hry je opět několik, například: anglická, česká, polská, korejská, ruská, německá, španělská, francouzská. Celkově má dnes hra ve všech verzích i s datadisky na kontě asi 1,5 milionů prodaných kopii.
Původní verze hry má přídomek: Cold War Crisis, zkráceně CWC.
BIS také vydali Operaci Flashpoint pouze v České republice ve speciální limitované edici, která v pohledném dřevěném vojenském kufříku s logem hry obsahovala originální kopii hry, oficiální soundrack ze hry částečně dělaný australskou skupinou Seventh, tři velké mapy ostrovů a plakát s motivem ze hry a dále pláštěnku a svítilnu s logem hry.
25. června 2002 vydala BIS oficiální datadisk Operation Flashpoint: Resistance vlastní výroby, který kromě poměrně poutavého příběhu a vysoké obtížnosti přináší vylepšenou podporu pro hru po síti, více vozidel, výzbroje, výstroje a také například možnost vkládání zbraní a výstroje do vozidel či beden. Pro děj odehrávající se v tomto datadisku byl vyvinut nový ostrov Nogova s rozlohou cca 144 km². Kromě toho na základě podnětů komunity rozšířili možnosti skriptování a vydali oficiální nástroje pro vývoj addonů.
Pro datadisk Resistance vydala BIS opravu verze 1.91 a 20. dubna 2004 byla vydána poslední verze hry 1.96.
Kampaň Resistance se odehrává na ostrově Nogova před událostmi původní hry. Ten se stává terčem sovětské invaze. Viktor Troska, který byl v minulosti u speciálních jednotek, se snaží zprvu boji vyhnout, ale nakonec nemá na vybranou a musí se postavit do čela místního odboje.

## Vlastnosti
Samotná hra si získala celosvětovou popularitu, zejména v Evropě díky svým vlastnostem. Operation Flashpoint byla totiž vydána jako jedna z mála válečných simulátorů pro hardcore hráče, tzn. že to není klasická střílečka a málokterý hráč přežije, pokud vběhne do nepřátelského území s kulometem a myšlenkou „to zvládnu“. Hra byla vybalancována mezi hratelností a reálným světem.
Tělo jakékoli postavy má různé zásahové zóny, takže zatímco zásah do hlavy je prakticky smrtící, při střelbě do nohou je smrt, v závisosti na ráži zbraně, otázkou i více než 3 zásahů. Dále hra simuluje rozptyl a přesnost střelby v závislosti na únavě (která ovlivňuje přesnost střelby po delším běhu), poloze střelce (vstoje, vkleče či vleže) či zbraně.
Velkou oblibu si získala hra díky obrovské rozlehlosti map a praktické neomezenosti pohybu po nich. Samotná hra obsahuje tři původní ostrovy s rozlohou každé mapy přes 100 km². Další výhodou je rozmanitost techniky, již všechnu můžete používat – ve hře začnete jako obyčejný pěšák a skončit můžete jako pilot stíhačky, bojového vrtulníku, tanku nebo lodě. Mezi civilními vozidly najdete i škodovku nebo traktor.

## Addony, mody a další rozšíření
Samotná hra je vytvořena, s ohledem na popularitu rozšíření (addony), modulárně a je možné pro hru vytvořit prakticky cokoli. Po více než pěti letech existují stovky až tisíce doplňků a rozšíření pro tuto hru. Málokterá hra se může chlubit funkční letadlovou lodí, bagrem nebo ponorkou. Díky rozšiřitelnosti vznikly zpočátku samostatné jednotky, zbraně a ostrovy. Později skupiny vývojářů vytvářely kampaně a celé mody, odehrávající se v nezávislém prostředí mimo původní hru.
Byly vydány mody se zaměřením na druhou světovou válku, finskou zimní válku, Star-Wars MOD (stažen po protestech majitele práv ke značce Star Wars). Hodně revoluční a populární jsou mody CR-CTI nebo CR09, což jsou mody, které přidají hře strategický rozměr, kdy vytváříte vlastní základnu a vyděláváte si peníze dobýváním území.

## VBS1 – profesionální vojenský simulátor
Společnost Bohemia Interactive si hrou Operation Flashpoint získala velkou pozornost veřejnosti, a to nejen hráčské, ale i odborné. Situace došla tak daleko, že byla oslovena zástupci amerických vojenských sil, zda je možné hru upravit pro potřeby výcviku vojáků. Díky tomu BIS vyvinulo profesionální vojenský simulátor VBS1 – Virtual Battlespace 1.

## ArmA: Armed Assault
ArmA je nástupce hry Operace Flashpoint. Přepracována je především grafika, AI a vylepšen multiplayer – zejména možnost připojit se k již probíhající hře. Hra byla vydána 10. listopadu 2006. Vydavatelem hry už nebyli Codemasters, kteří drží práva na název původní hry.